# Landeszentrale für politische Bildung Nordrhein-Westfalen
Die Landeszentrale für politische Bildung Nordrhein-Westfalen ist eine staatliche, parteiunabhängige Einrichtung der politischen Bildung im Land Nordrhein-Westfalen.

## Sitz und Leitung
Sitz der Zentrale ist das Gebäude Haroldstraße 4 im Regierungsviertel Düsseldorf. Seit dem 1. Juni 2020 wird sie von Guido Hitze geleitet.

## Geschichte
Die Zentrale wurde 1946 als „Staatsbürgerliche Bildungsstelle“ gegründet und am 1. Oktober 1967 in „Landeszentrale für politische Bildung“ umbenannt. Seit ihrer Gründung ist die Landeszentrale Teil der Exekutive. Nach der Landtagswahl 2017 gehört sie durch Erlass des damaligen Ministerpräsidenten Armin Laschet (CDU) dem Ministerium für Kultur und Wissenschaft des Landes Nordrhein-Westfalen an. Seit der Landtagswahl 2022 regiert das schwarz-grüne Kabinett Wüst II. CDU und Grüne kündigten an:„Die Landeszentrale für politische Bildung werden wir strukturell und inhaltlich stärken und unabhängiger machen.“ Im März 2025 wurde vom Ministerium für Kultur und Wissenschaft des Landes Nordrhein-Westfalen ein von einem Expertengremium erarbeiteter Bericht zur Neuorganisation der Landeszentrale für politische Bildung veröffentlicht.

## Aufgaben und Ziele
Die Aufgaben und Ziele der Landeszentrale bauen auf den Grundlagen des Beutelsbacher Konsenses von 1977, dem Münchner Manifest von 1997 und den „Überlegungen der Kultusministerkonferenz zur politischen Weiterbildung“ von 1998 auf. Zentrale Aufgabe der Landeszentrale für politische Bildung ist es demnach, die demokratisch-politische Kultur in Nordrhein-Westfalen zu stärken. Die grundsätzlichen Ziele der Landeszentrale sind Demokratiekompetenz zu fördern, die Integration von Menschen mit Zuwanderungsgeschichte zu unterstützen, die Teilhabe an politischen Prozessen zu steigern, das Interesse an europäischen und internationalen Problemen zu wecken, das politische und bürgerschaftliche Engagement zu stärken und den kompetenten und kritischen Umgang mit Medien zu fördern.
Die Landeszentrale ist als unabhängige Einrichtung konzipiert und soll überparteilich informieren. Ihre Angebote spiegeln daher ein breites Spektrum an gesellschaftlichen und politischen Orientierungen und Grundüberzeugungen wider. Im Vergleich zu anderen deutschen Ländern ist ihre Arbeit nur wenig rechtlich eingerahmt und damit „gegen mögliche Durchgriffe der Exekutive kaum geschützt.“

## Schwerpunkte der Arbeit
Die Landeszentrale verfolgt die Ziele der politischen Bildung über die Förderung anerkannter Träger der politischen Bildung in Nordrhein-Westfalen, diverse Veranstaltungen, ein breites Angebot an Printmedien sowie über die Inhalte ihrer Homepage.
Zurzeit arbeiten 30 Mitarbeiter in der Landeszentrale, die sich organisatorisch in fünf Arbeitsbereiche (Referate) gliedert: Grundsatz und Förderung, Veranstaltungen, Printmedien, Multimedia sowie Gedenkstättenförderung und Erinnerungskultur und Kulturpflege der Vertriebenen.
Das Referat Grundsatz und Förderung nimmt die fachliche Zusammenarbeit mit den anderen Landeszentralen für politische Bildung wahr und vertritt die Landeszentrale nach außen. Des Weiteren werden Träger und Einrichtungen der politischen Weiterbildung finanziell gefördert und beratend unterstützt. Auf Anfrage können Besuchergruppen von Landtagsabgeordneten an Vorträgen der Veranstaltungsreihe Forum Politische Bildung in Düsseldorf teilnehmen. Schon seit den 1970er Jahren bietet die Landeszentrale zudem politische Frauenbildung an.
Um Personen und Institutionen aus Nordrhein-Westfalen zu unterstützen, die sich für politische Bildungsarbeit, aber auch für Themen aus den Bereichen Gesellschaft, Politik, Geschichte und Wirtschaft sowie Nordrhein-Westfalen, Europa und Internationales interessieren, hält die Landeszentrale über das Printmedienreferat ein breites Angebot an Büchern, Broschüren und Arbeitsmaterialien bereit. Diese können kostengünstig gegen eine jährliche Bereitstellungspauschale bei der Landeszentrale – auch elektronisch – bestellt werden. Die Landeszentrale schreibt außerdem seit 1983 den Gustav-Heinemann-Friedenspreis für Kinder- und Jugendbücher aus. Er wird in Erinnerung an den Bundespräsidenten Gustav W. Heinemann und sein friedenspolitisches Engagement verliehen.
Das Veranstaltungsreferat bietet mit Kooperationspartnern Seminare, Podiumsdiskussionen, Lesungen und Kongresse zu aktuellen Themen an. Hier ist seit 2008 auch die Landeskoordinierungsstelle gegen Rechtsextremismus angesiedelt. Diese kann in Nordrhein-Westfalen auf fünf Partner der Mobilen Beratung gegen Rechtsextremismus zurückgreifen. Die Landeskoordinierungsstelle ist eine Schnittstelle zwischen der Mobilen Beratung vor Ort und der Politik. Sie unterstützt ihre Kooperationspartner, sammelt Informationen zum Rechtsextremismus in Nordrhein-Westfalen und zeigt Handlungsoptionen in der Auseinandersetzung mit rechtsextremistischen Denk- und Handlungsmustern auf.
Das Multimediareferat ist verantwortlich für Konzeption, Redaktion, Ankauf und  Vertrieb von elektronischen Medien. Es stellt Themen-DVDs, Video-Podcasts und Themen-Websites einer breiten Öffentlichkeit für die nichtkommerzielle Nutzung zur Verfügung und betreut die Social-Media-Aktivitäten der Landeszentrale.